# IX съезд Коммунистической партии (большевиков) Беларуси
IX съезд Коммунистической партии (большевиков) Беларуси прошёл с 8 по 12 декабря 1925 года в Минске. На нём присутствовало 247 делегатов с решающим и 161 с совещательным голосом от 15 075 членов и кандидатов в члены партии.

## Порядок съезда
- отчёт ЦК КП(б)Б (А. И. Криницкий);
- отчёт Ревизионной комиссии КП(б)Б (А. А. Чернушевич);
- отчёт ЦКК КП(б)Б (В. П. Грузель[бел.]);
- доклад ЦК РКП(б) (И. И. Скворцов-Степанов);
- доклад ЦКК РКП(б) (А. А. Сольц);
- доклад о хозяйственном строительстве (И. А. Адамович);
- доклад о работе профсоюзов (М. Е. Ендаков);
- доклад о работе среди молодежи (Н. М. Голодед);
- доклад о Красной Армии (С. М. Кожевников);
- партийно-организационные вопросы;
- выборы руководящих органов партии.

## Работа съезда
Съезд одобрил деятельность ЦК, ЦКК и решения XIV конференции РКП(б), политическую линию и организационную работу ЦК КП(б)Б, тезисы Политбюро ЦК РКП(б) о хозяйственном строительстве. В решениях съезда по социалистической индустриализации отражалось постепенное наступление на нэп.
Съезд одобрил тезисы ЦК РКП(б) к XIV съезду ВКП(б) и наметил меры по их реализации. Обсудил проект Устава РКП(б) и предложил внести в него некоторые изменения и дополнения. Также было утверждено новое административно-территориальное деление республики.
Было утверждено новое административно-территориальное деление республики. Все конференции, начиная с VI Северо-Западной краевой конференции РКП(б), объявившей себя I съездом КП(б)Б, решено было считать съездами КП(б)Б.

## Итоги съезда
Съезд избрал ЦК КП(б)Б в составе 43 членов и 20 кандидатов, Ревизионную комиссию в составе 5 членов и 2 кандидатов, ЦКК в составе 18 членов и 7 кандидатов, а также делегатов на XIV съезд ВКП(б).